# 동남아시아 국가 연합 농업연구훈련센터
동남아시아 국가 연합 농업연구훈련센터(Southeast Asian Regional Center for Graduate Study and Research in Agriculture, SEARCA)는 동남아시아 국가 연합(ASEAN) 역내 회원국의 농업 및 농촌 지도자들에게 교육, 연구, 훈련 사업을 통하여 역내 개발도상국의 농업 및 농촌 발전을 도모하기 위하여 동남아시아 교육각료기구(The Southeast Asian Ministers of Education Prganization, SEAMEO) 산하의 교육연구기관으로 1966년에 창설되었다.

## 회원 국가
- 정회원 : 11개국 (브루네이, 캄보디아, 인도네시아, 라오스, 말레이시아, 미얀마, 필리핀, 싱가포르, 태국, 티모르-레소토, 베트남)
- 준회원 : 11개국 (호주, 캐나다, 프랑스, 독일, 네델란드, 뉴질랜드, 노르웨이, 스페인, ICDE, 일본(쯔꾸바 대학), 영연방이사회(태국 소재))

## 주요 사업
동남아시아의 식량 불안과 빈곤 문제 해결을 위해 농업 경쟁력을 강화하고 자원 관리 이용을 대상으로 한다.
- 지속가능한 토지 이용 및 수자원 관리 : 수자원 관리 및 토양 보존, 이용 관리
- 식량 안보를 위한 생물다양성 보존 : 자원관리 및 평가, 기획, 환경 영향 평가
- 정책 개발 및 효율적 규율 관리로 농업경쟁력 강화 : 교역, 식량 안보, 식품 표준, 정책 모델 개발 공공투자 및 농업지원 행정

## 주요연구 및 훈련사업
- 농업/생명공학 분야
- 사회과학 분야
- 경제 및 통계 분야
- 산림,수산 분야
- 환경과학 분야
- 농산업기술공학 분야
- 생화학 분야